# Convenio sobre el trabajo forzoso
El Convenio sobre el trabajo forzoso, cuyo título completo es Convenio relativo al trabajo forzoso u obligatorio, es uno de los ocho convenios fundamentales de la Organización Internacional del Trabajo (OIT). Los Estados que ratifican el convenio se comprometen a prohibir el uso de trabajo forzoso, admitiendo sólo cinco excepciones. Su objeto y fin es de suprimir el empleo del trabajo forzoso en todas sus formas, independientemente de la naturaleza del trabajo o del sector de actividad en que se lleve a cabo. El convenio define «trabajo forzoso u obligatorio» como «todo trabajo o servicio exigido a un individuo bajo la amenaza de una pena cualquiera y para el cual dicho individuo no se ofrece voluntariamente».
El Convenio sobre el trabajo forzoso, o Convenio n.º 29, fue aprobado en Ginebra el 28 de junio de 1930 y entró en vigor el 1 de mayo de 1932. A finales de 1932, diez países habían ratificado el convenio (Japón, Bulgaria, España, Noruega, Dinamarca, Australia, Suecia, Reino Unido, Liberia, e Irlanda). Los últimos países de Europa occidental que ratificaron el convenio fueron Austria en 1960, Luxemburgo en 1964 y Malta en 1965. Canadá lo ratificó en 2011, pero los Estados Unidos siguen sin ratificar el convenio en 2016.
El Convenio n.º 29 de 1930 fue complementado por el Convenio sobre la abolición del trabajo forzoso (Convenio n.º 105) de 1957, que canceló una serie de excepciones a la abolición del trabajo forzoso incluidos en el Convenio de 1930, como el castigo por particapar en huelgas o por tener ciertos puntos de vista políticos.

## Excepciones al convenio
Aunque el Convenio n.º 29 define «trabajo forzoso u obligatorio» como «todo trabajo o servicio exigido a un individuo bajo la amenaza de una pena cualquiera y para el cual dicho individuo no se ofrece voluntariamente», hace las siguientes excepciones al término «trabajo forzoso u obligatorio»:

(a) cualquier trabajo o servicio que se exija en virtud de las leyes sobre el servicio militar obligatorio y que tenga un carácter puramente militar;

(b) cualquier trabajo o servicio que forme parte de las obligaciones cívicas normales de los ciudadanos de un país que se gobierne plenamente por sí mismo;

(c) cualquier trabajo o servicio que se exija a un individuo en virtud de una condena pronunciada por sentencia judicial, a condición de que este trabajo o servicio se realice bajo la vigilancia y control de las autoridades públicas y que dicho individuo no sea cedido o puesto a disposición de particulares, compañías o personas jurídicas de carácter privado;

(d) cualquier trabajo o servicio que se exija en casos de fuerza mayor, es decir, guerra, siniestros o amenaza de siniestros, tales como incendios, inundaciones, hambre, temblores de tierra, epidemias y epizootias violentas, invasiones de animales, de insectos o de parásitos vegetales dañinos, y en general, en todas las circunstancias que pongan en peligro o amenacen poner en peligro la vida o las condiciones normales de existencia de toda o parte de la población;

(e) los pequeños trabajos comunales, es decir, los trabajos realizados por los miembros de una comunidad en beneficio directo de la misma, trabajos que, por consiguiente, pueden considerarse como obligaciones cívicas normales que incumben a los miembros de la comunidad, a condición de que la misma población o sus representantes directos tengan derecho a pronunciarse sobre la necesidad de esos trabajos.
Convenio n.º 29, artículo 2

El artículo 11 de la Convención declara que los trabajos forzosos pueden ser impuestos sobre "hombres adultos físicamente capaces que tengan una edad aparente de entre no menos de 18 y no mas de 45 años" 

## Ratificación
Hasta 2016, el Convenio n.º 29 ha sido ratificado por 178 de los 187 Estados miembros de la OIT. Los miembros de la OIT que siguen sin ratificar el convenio son:
- Afganistán
- Brunéi
- China
- Islas Marshall
- Palaos
- Corea del Sur
- Tonga
- Tuvalu
- Estados Unidos

Los Estados miembros de las Naciones Unidas que no son miembros de la OIT son Andorra, Bhután, Liechtenstein, Micronesia, Monaco, Nauru y Corea del Norte; estos Estados no califican para ratificar el Convenio a menos que se unen primero a la OIT.

## Protocolo
En 2014, la OIT adoptó un protocolo relativo al Convenio sobre el trabajo forzoso de 1930. El protocolo fue aprobado con 437 votos a favor, 8 en contra y 27 abstenciones (hay 3 votos por país miembro: uno para el gobierno, uno para los trabajadores, y uno para los empleadores). El gobierno de Tailandia fue el único Estado que votó en contra de la adopción del protocolo, aunque revocó esta decisión posteriormente. El protocolo obliga a los Estados partes de proporcionar protección y recursos adecuados, incluida la indemnización, a las víctimas de trabajo forzoso, y de sancionar a los responsables del trabajo forzoso. También obliga a los Estados Partes a desarrollar «una política y un plan de acción nacionales a fin de lograr la supresión efectiva y sostenida del trabajo forzoso u obligatorio».
El 14 de mayo de 2015, Níger se convirtió en el primer Estado en ratificar el Protocolo de 2014. También ha sido ratificado por Noruega, Mauritania, Reino Unido, República Checa, Francia, y Malí (hasta junio de 2016).